# Lelystad Commanders
I Lelystad Commanders sono una squadra di football americano di Lelystad, nei Paesi Bassi.

## Storia
La squadra è stata fondata nel 2003 e ha vinto 2 volte la EFAF Atlantic Cup.

## Dettaglio stagioni

### Tornei nazionali

#### Campionato

##### Eredivisie
| Stagione | regular season | regular season | regular season | regular season | regular season | regular season | playoff | playoff | playoff | playoff | playoff | playoff    | playoff              |
|          | Vin            | Par            | Per            | Tot            | PF             | PS             | Vin     | Per     | Tot     | PF      | PS      | risultato  | avversaria           |
| -------- | -------------- | -------------- | -------------- | -------------- | -------------- | -------------- | ------- | ------- | ------- | ------- | ------- | ---------- | -------------------- |
| 2018     | 5              | 0              | 3              | 8              | 208            | 107            | 0       | 1       | 1       | 3       | 20      | Semifinale | Alphen Eagles        |
| 2018     | 6              | 0              | 2              | 8              | 152            | 104            | 1       | 1       | 2       | 38      | 44      | Tulip Bowl | Hilversum Hurricanes |
| 2019     | 8              | 0              | 2              | 10             | 290            | 148            | 1       | 1       | 2       | 41      | 47      | Tulip Bowl | Amsterdam Crusaders  |
| Totale   | 19             | 0              | 7              | 26             | 650            | 359            | 2       | 3       | 5       | 82      | 111     |            |                      |

Fonti: Enciclopedia del Football - A cura di Roberto Mezzetti

##### Eerste Divisie
| Stagione | regular season | regular season | regular season | regular season | regular season | regular season | playoff | playoff | playoff | playoff | playoff | playoff   | playoff              |
|          | Vin            | Par            | Per            | Tot            | PF             | PS             | Vin     | Per     | Tot     | PF      | PS      | risultato | avversaria           |
| -------- | -------------- | -------------- | -------------- | -------------- | -------------- | -------------- | ------- | ------- | ------- | ------- | ------- | --------- | -------------------- |
| 2017     | 6              | 0              | 2              | 8              | 213            | 70             | 2       | 0       | 2       | 67      | 32      | Campioni  | Den Haag Raiders '99 |
| Totale   | 6              | 0              | 2              | 8              | 213            | 70             | 2       | 0       | 2       | 67      | 32      |           |                      |

Fonti: Enciclopedia del Football - A cura di Roberto Mezzetti

### Tornei internazionali

#### EFAF Atlantic Cup
| Stagione | regular season | regular season | regular season | regular season | regular season | regular season | playoff | playoff | playoff | playoff | playoff | playoff   | playoff                |
|          | Vin            | Par            | Per            | Tot            | PF             | PS             | Vin     | Per     | Tot     | PF      | PS      | risultato | avversaria             |
| -------- | -------------- | -------------- | -------------- | -------------- | -------------- | -------------- | ------- | ------- | ------- | ------- | ------- | --------- | ---------------------- |
| 2010     | -              | -              | -              | -              | -              | -              | 1       | 1       | 2       | 66      | 19      | Finale    | UL Vikings             |
| 2011     | -              | -              | -              | -              | -              | -              | 2       | 0       | 2       | 91      | 2       | Campioni  | West Vlaanderen Tribes |
| 2012     | -              | -              | -              | -              | -              | -              | 2       | 0       | 2       | 77      | 20      | Campioni  | Brussels Tigers        |
| Totale   | -              | -              | -              | -              | -              | -              | 5       | 1       | 6       | 234     | 41      |           |                        |

Fonti: Sito Eurobowl.info Archiviato il 19 ottobre 2017 in Internet Archive.

### Riepilogo fasi finali disputate
| Anno           | Luogo       | Evento            | Fase del torneo | Incontro                                     | Risultato |
| 27 giugno 2010 | Dublino     | EFAF Atlantic Cup | Finale          | UL Vikings - Lelystad Commanders             | 19 - 18   |
| 26 giugno 2011 | Lussemburgo | EFAF Atlantic Cup | Finale          | Lelystad Commanders - West Vlaanderen Tribes | 47 - 2    |
| 24 giugno 2012 | Lelystad    | EFAF Atlantic Cup | Finale          | Lelystad Commanders - Brussels Tigers        | 12 - 0    |
| 23 giugno 2013 |             | Eredivisie        | Semifinale      | Alphen Eagles - Lelystad Commanders          | 20 - 3    |
| 1º luglio 2017 |             | Eerste Divisie    | Runners-Up Bowl | Lelystad Commanders - Den Haag Raiders '99   | 27 - 10   |
| 8 luglio 2018  | Amsterdam   | Eredivisie        | Tulip Bowl      | Hilversum Hurricanes - Lelystad Commanders   | 24 - 13   |
| 7 luglio 2019  | Amsterdam   | Eredivisie        | Tulip Bowl      | Amsterdam Crusaders - Lelystad Commanders    | 37 - 7    |

## Palmarès
- 2 EFAF Atlantic Cup (2011, 2012)
- 1 Runners-Up Bowl (2017)